# Johannes Andreas Grib Fibiger
Johannes Andreas Grib Fibiger (Silkeborg, Dinamarca 1867 - Copenhaguen 1928) fou un metge i professor universitari danès guardonat amb el Premi Nobel de Medicina o Fisiologia l'any 1926.

## Recerca científica
Inicià la seva recerca científica sobre la bacteriologia de la diftèria. Posteriorment, mentre estudiava l'aparició de la tuberculosi en rates de laboratori va trobar tumors en algunes d'aquestes. Va descobrir que aquests tumors estaven associats als cucs paràsits dels nematodes que havien estat vivint en algunes paneroles que les rates havien menjat, pensant que aquests organismes havien pogut ser la causa dels tumors o càncer. La seva recerca sobre aquest fet el va dur a observar com les rates havien sofert una deficiència de vitamina A, que els generava els tumors. Els paràsits havien causat simplement una irritació del teixit fi que va transformar les cèl·lules danyades en càncer; qualsevol irritació del teixit fi hauria pogut induir els tumors. Encara que la relació específica entre els paràsits i el càncer més endavant es considerà poc important, la idea que el danys del teixit fi eren una causa del càncer fou un avanç important en la investigació sobre aquest.
L'any 1926 fou guardonat amb el Premi Nobel de Medicina o Fisiologia per les seves investigacions sobre el càncer.